# Gliceriusz
Gliceriusz, Glycerius (ur. ok. 420, zm. po 480) – cesarz zachodniorzymski od 3 marca 473 do czerwca 474, marionetkowy władca wyniesiony na tron przez Gundobada.
Urodził się w Italii – prawdopodobnie w Ticinum. Sprawował funkcję komesa domestyków (comes domesticorum), czyli dowódcy jednej z przybocznych gwardii cesarza Olibriusza. Ogłoszony został Augustem 3 marca 473 w Rawennie. W polityce religijnej popierał chrześcijaństwo, co znalazło odzwierciedlenie w bitych przez niego monetach z wizerunkiem krzyża.
Dzięki przekupieniu Ostrogotów Widymera udało mu się powstrzymać inwazję tego barbarzyńskiego ludu na Italię za cenę okupu w wysokości 2000 solidów.
W drugiej połowie 473 roku główna podpora jego rządów – burgundzki wódz Gundobad opuścił Italię. Wówczas wschodniorzymski cesarz Leon, który nigdy nie uznał władzy Gliceriusza, wysłał Juliusza Neposa do Rzymu, aby ten obalił uzurpatora. W czerwcu 474 Gliceriusz został zmuszony przez Juliusza Neposa bez walki do abdykacji i został przez niego mianowany biskupem Salony (Splitu). Sześć lat później, w 480 roku Gliceriusz prawdopodobnie doprowadził do zamordowania swojego następcy.
Znany jest jeden edykt cesarski Gliceriusza z 29 kwietnia 473, który dotyczy zwalczania symonii w Kościele i wymienia ówczesnych prefektów pretorium: Feliksa Himelco (prefekt Italii i adresat edyktu), Dioskura (prefekt Wschodu), Aureliana i Protadiusza. Dwaj ostatni byli prefektami Galii albo Ilirii.
Monety Gliceriusza wybijane były w Rawennie i Mediolanie (m.in. solidy RIC 3104, 3105 i tremissis RIC 3110).